# Euscorpius mylonasi
Espèce
Euscorpius mylonasi est une espèce de scorpions de la famille des Euscorpiidae.

## Distribution
Cette espèce est endémique d'Eubée en Grèce. Elle se rencontre à Kymi-Aliveri sur le mont Dirfi et dans le Nord-Ouest de Carystos.

## Description
Le mâle holotype mesure 30,80 mm et la femelle paratype 25,95 mm.

## Étymologie
Cette espèce est nommée en l'honneur de Moysis Mylonas.

## Publication originale
- Fet, Soleglad, Parmakelis, Kotsakiozi & Stathi, 2014 : Two new species of Euscorpius from Euboea Island, Greece (Scorpiones: Euscorpiidae). Arthropoda Selecta, vol. 23, no 2, p. 111-126 (texte intégral).